# Dinizia (plante)
Genre

Dinizia est un genre de plantes à fleurs dicotylédones de la famille des Fabaceae, sous-famille des Mimosoideae, qui comprend deux espèces acceptées. Ce sont des arbres originaires d'Amérique du Sud.

## Liste d'espèces
Selon Tropicos (29 novembre 2018) :
- Dinizia excelsa Ducke
- Dinizia jueirana-facao G.P. Lewis & G.S. Siqueira